# Anonyx magnus
Anonyx magnus is een vlokreeftensoort uit de familie van de Uristidae. De wetenschappelijke naam van de soort is voor het eerst geldig gepubliceerd in 1962 door Gurjanova.